# Xã Big Prairie, Michigan
Xã Big Prairie (tiếng Anh: Big Prairie Township) là một xã thuộc quận Newaygo, tiểu bang Michigan, Hoa Kỳ. Năm 2010, dân số của xã này là 2.573 người.